# Skensta en Kolsta
Skensta en Kolsta (Zweeds: Skensta och Kolsta) is een småort in de gemeente Söderhamn in het landschap Hälsingland en de provincie Gävleborgs län in Zweden. Het småort heeft 73 inwoners (2005) en een oppervlakte van 38 hectare. Eigenlijk bestaat het småort uit twee plaatsjes: Skensta en Kolsta.